# Shobana
Shobana, pseudonimo di Shobana Chandrakumar Pillai (in malayalam ശോഭന; in telugu శోభన, Śōbhana; Thiruvananthapuram, 21 novembre 1970), è un'attrice e ballerina di Bharatanatyam indiana.

## Biografia
Nata in una famiglia di artisti, esordì a Bollywood a soli due anni. Allieva di Padma Subrahmanyam, si affermò come ballerina e coreografa di Bharatanatyam. Nel corso della sua carriera cinematografica pluridecennale, ha recitato in oltre duecentotrenta film in malayalam, telugu, tamil, hindī, kannaḍa e in inglese.
Ha vinto due National Film Award alla miglior attrice protagonista: uno nel 1993 per Manichitrathazhu e uno nel 2001 per Mitr, My Friend.

## Filmografia parziale
- Kochadaiyaan (கோச்சடையான்), regia di Soundarya R. Ashwin (2014)